# 布伦茨河畔海登海姆

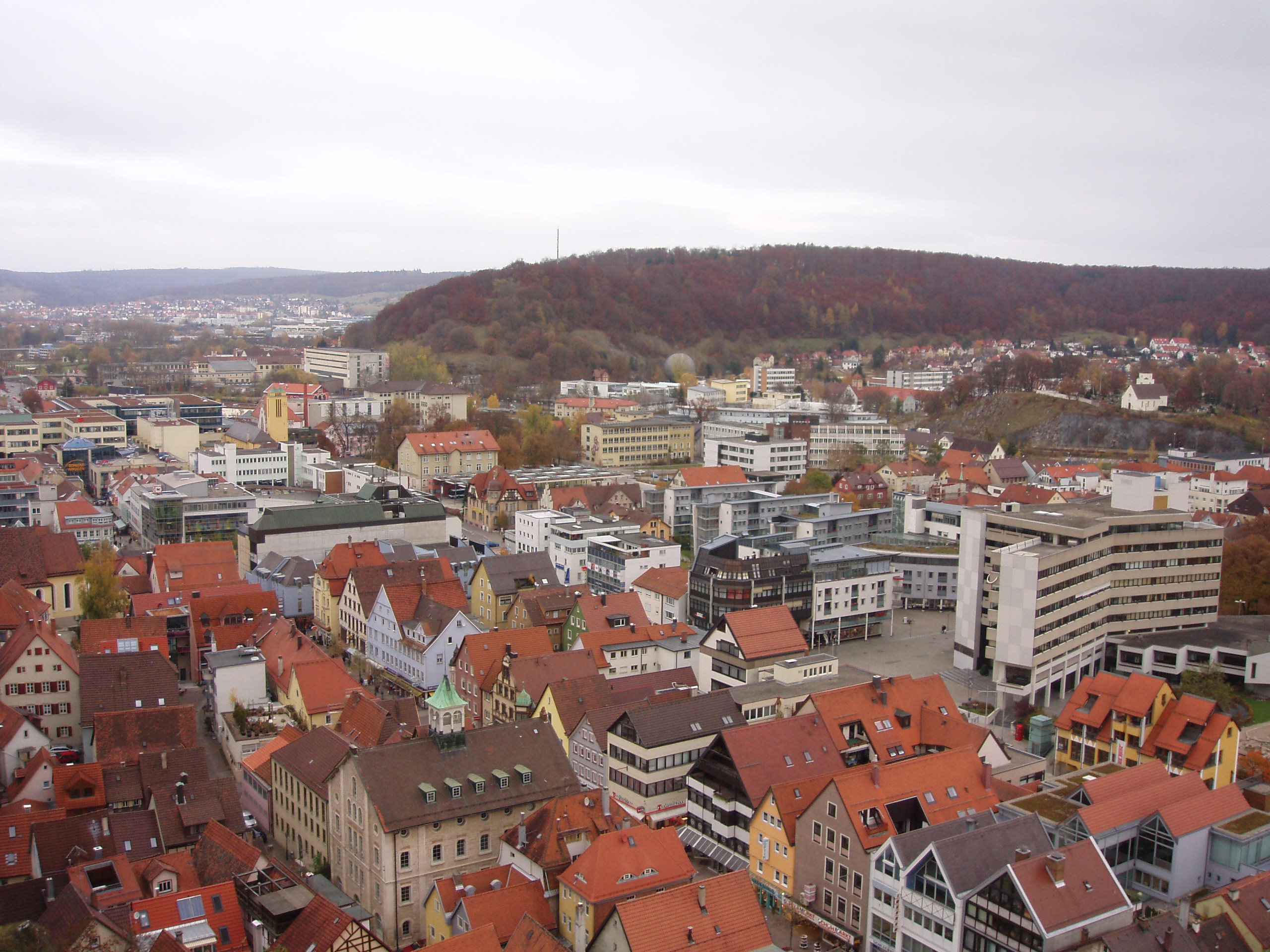
海登海姆

布伦茨河畔海登海姆，简称海登海姆（Heidenheim），是德國巴登-符腾堡州东部的城市，海登海姆县的首府和最大城市。海登海姆位于施瓦本汝拉山的北侧的布伦茨河畔，人口51200，面积107平方公里，是埃尔温·隆美尔的出生地。
國際重工業集團福伊特總部位於此。

## 友好城市
- 法國 克利希